# De ijsschoener
De ijsschoener (Engelse titel: The Ice Schooner) is een sciencefictionroman van de Britse schrijver Michael Moorcock. 

## Synopsis
Het verhaal gaat over de gevaarlijke tocht over de bevroren wereld vol levensgevaarlijke hellingen, barbaren, nevels en vulkanen. Kapitein Arflane, de meest befaamde kapitein van de Acht Steden leidt de ijsschoener IJsgeest doorheen de gevaren. De bemanning bestaat uit bandieten van het ergste soort zoals Langspeer Urquart, Janek Ulsenn, Opperste Scheepsheer van Friesgalt en de meedogenloze Manfred Rorsefne